# Ramonia valenzueliana
Ramonia valenzueliana är en lavart som först beskrevs av Jean François Montagne, och fick sitt nu gällande namn av Stizenb. Ramonia valenzueliana ingår i släktet Ramonia och familjen Gyalectaceae.   Inga underarter finns listade i Catalogue of Life.